# Granica brandenbursko-polska
Granica brandenbursko-polska – granica dzieląca terytoria Królestwa Polskiego i Marchii (a następnie Elektoratu) Brandenburgii w latach 1249–1252 do 1701 roku.

## Historia
Granica powstała w okresie rozbicia dzielnicowego, kiedy to Brandenburgia zawładnęła ziemią lubuską w latach 1249–1252.
W 1320 roku granica biegła od styku granic Śląska (ks. głogowskie), Wielkopolski i Brandenburgii (na zachód od Kargowej) w kierunku północnym na zachód od Międzyrzecza i Skwierzyny. Po dojściu do Warty przybierała kierunek północno-wschodni, początkowo równolegle do Noteci na południe od Santoku i Drzenia, następnie od Wielenia po Ujście opierała się o Noteć. Potem biegła w kierunku północnym korytem Gwdy i na północ od Złotowa dochodziła do styku granic Polski, Brandenburgii i Pomorza (ks. wołogoskie).
Po włączeniu do Polski powiatu wałeckiego w 1368 roku i zhołdowaniu Santoka (1365–1370) granica przesunęła się na zachód i podzielona została na dwa odcinki rozdzielone terytorium pomorskim. Biegła od styku granic Śląska w kierunku północnym, na zachód od Międzyrzecza, Skwierzyny i Santoka do styku granic Polski, Brandenburgii i ks. szczecińskiego w okolicach Barlinka. Drugi odcinek granicy brandenburskiej (Nowej Marchii) biegł początkowo w kierunku wschodnim i po dojściu do Drawy biegł w kierunku północnym do styku granic Polski, Brandenburgii (Nowa Marchia) i Pomorza na północny zachód od Drahimia.
Po oddaniu w 1402 roku Nowej Marchii w zastaw zakonowi krzyżackiemu granica uległa skróceniu do odcinka od styku granic ze Śląskiem do styku granic Brandenburgii, Nowej Marchii i Polski na południe od Santoka.
W 1466 roku po powrocie Nowej Marchii do Brandenburgii przywrócona została granica sprzed 1402 roku (z pozostawieniem Santoka w granicach Brandenburgii).
W 1648 roku na mocy traktatu westfalskiego Brandenburgia zajęła Pomorze i tym samym wydłużyła się granica polsko-brandenburska – dołączył odcinek dawnej granicy Polski z księstwem słupskim, do Morza Bałtyckiego w okolicy Łeby.
W 1657 roku do Brandenburgii włączono Bytów i Lębork, a w 1668 roku Drahim.
Od 1618 margrabiowie brandenburscy przejęli lenno pruskie.
Na mocy traktatów welawsko-bydgoskich w 1657 roku lenne Księstwo Pruskie stało się suwerenne i wydłużyła się granica polsko-brandenburska o dawną granicę Polski z lennym Księstwem Pruskim.
Granica przestała istnieć w 1701 roku po koronacji elektora Fryderyka Wilhelma na króla w Prusach, a Brandenburgia stała się prowincją nowego królestwa.
Dawna granica w 1815 roku stał się granicą pomiędzy pruskimi prowincjami, Brandenburgią, Pomorzem a regionem Poznańskim i Prusami Zachodnimi.